# Division II i ishockey 1949/1950
Division II i ishockey 1949/1950 var näst högsta divisionen i svensk ishockey under säsongen. Divisionen spelades med 32 lag i sex grupper vilket var en ökning med fyra lag sedan förra säsongen. Vinnarna av Division II Norra och Östra fick varsin plats i Division I nästa säsong. I södra och västra regionerna spelades två grupper (benämnda A och B) där gruppsegrarna möttes i sin region för i kval om en plats i högsta serien. De sämsta lagen i varje grupp flyttades ner till Division III till den följande säsongen.

## Nya lag
- Division II Norra: Mora, Wifsta/Östrand från Timrå
- Division II Östra: Traneberg, Surahammar, Krylbo och Liljanshof
- Division II Västra A: Västerås IK, Kolbäck och Arboga
- Division II Västra B: Bofors och Munkfors
- Division II Södra A: IFK Norrköping, Hagalund, Sundbyberg och Sleipner (Norrköping)
- Division II Södra B: Tranås, Kenty (Linköping) och Växjö

Traneberg hade flyttats från södra A och Krylbo från norra gruppen. Sundbyberg hade flyttats från östra gruppen medan Norrköping och Sleipner spelade i södra B föregående säsong. Wifsta/Östrand, Sandviken, Hagalund, Tranås, Kenty, Växjö, Kolbäck, Arboga, Bofors, Munkfors samt Liljanshof hade flyttats upp från Division III. Mora, Leksand, Västerås och Surahammar hade flyttats ner från Allsvenskan.

## Division II Norra
| Nr | Lag                | S  | V | O | F  | GM | IM | MS  | P  |
| -- | ------------------ | -- | - | - | -- | -- | -- | --- | -- |
| 1  | Mora IK            | 10 | 9 | 0 | 1  | 81 | 17 | +64 | 18 |
| 2  | Leksands IF        | 10 | 7 | 1 | 2  | 62 | 26 | +36 | 15 |
| 3  | Wifsta/Östrands IF | 10 | 5 | 2 | 3  | 47 | 37 | +10 | 12 |
| 4  | Brynäs IF          | 10 | 4 | 1 | 5  | 32 | 46 | −14 | 9  |
| 5  | Sandvikens IF      | 10 | 3 | 0 | 7  | 38 | 57 | −19 | 6  |
| 6  | Gefle IF           | 10 | 0 | 0 | 10 | 12 | 92 | −80 | 0  |

## Division II Östra
| Nr | Lag            | S  | V | O | F | GM | IM | MS  | P  |
| -- | -------------- | -- | - | - | - | -- | -- | --- | -- |
| 1  | Tranebergs IF  | 10 | 7 | 1 | 2 | 63 | 36 | +27 | 15 |
| 2  | Surahammars IF | 10 | 6 | 2 | 2 | 54 | 25 | +29 | 14 |
| 3  | Krylbo IF      | 10 | 5 | 1 | 4 | 48 | 39 | +9  | 11 |
| 4  | Karlbergs BK   | 10 | 4 | 1 | 5 | 29 | 49 | −20 | 9  |
| 5  | Liljanshofs IF | 10 | 4 | 0 | 6 | 34 | 42 | −8  | 8  |
| 6  | Årsta SK       | 10 | 1 | 1 | 8 | 28 | 65 | −37 | 3  |

## Division II Västra
Grupp A
| Nr | Lag          | S | V | O | F | GM | IM | MS  | P  |
| -- | ------------ | - | - | - | - | -- | -- | --- | -- |
| 1  | Västerås IK  | 8 | 7 | 1 | 0 | 61 | 19 | +42 | 15 |
| 2  | IFK Västerås | 8 | 5 | 1 | 2 | 42 | 25 | +17 | 11 |
| 3  | BK Forward   | 8 | 3 | 0 | 5 | 26 | 37 | −11 | 6  |
| 4  | Kolbäcks AIF | 8 | 2 | 1 | 5 | 26 | 45 | −19 | 5  |
| 5  | IFK Arboga   | 8 | 1 | 1 | 6 | 20 | 49 | −29 | 3  |

Grupp B
| Nr | Lag          | S | V | O | F | GM | IM | MS  | P  |
| -- | ------------ | - | - | - | - | -- | -- | --- | -- |
| 1  | Grums IK     | 8 | 6 | 2 | 0 | 47 | 21 | +26 | 14 |
| 2  | IFK Bofors   | 8 | 6 | 1 | 1 | 55 | 25 | +30 | 13 |
| 3  | IFK Munkfors | 8 | 2 | 2 | 4 | 30 | 42 | −12 | 6  |
| 4  | Skiveds IF   | 8 | 1 | 3 | 4 | 19 | 30 | −11 | 5  |
| 5  | IF Göta      | 8 | 1 | 0 | 7 | 18 | 51 | −33 | 2  |

Kval till Division I
- Västerås IK–Grums 10–0
- Grums–Västerås 5–6

## Division II Södra
Grupp A
| Nr | Lag            | S | V | O | F | GM | IM | MS  | P  |
| -- | -------------- | - | - | - | - | -- | -- | --- | -- |
| 1  | IFK Norrköping | 8 | 6 | 1 | 1 | 40 | 24 | +16 | 13 |
| 2  | Hagalunds IS   | 8 | 5 | 1 | 2 | 48 | 32 | +16 | 11 |
| 3  | Sundbybergs IK | 8 | 4 | 1 | 3 | 48 | 35 | +13 | 9  |
| 4  | IK Sleipner    | 8 | 2 | 0 | 6 | 25 | 38 | −13 | 4  |
| 5  | Södertälje IF  | 8 | 1 | 1 | 6 | 25 | 57 | −32 | 3  |

Grupp B
| Nr | Lag            | S | V | O | F | GM | IM | MS  | P  |
| -- | -------------- | - | - | - | - | -- | -- | --- | -- |
| 1  | Tranås AIF     | 8 | 6 | 1 | 1 | 51 | 28 | +23 | 13 |
| 2  | BK Kenty       | 8 | 5 | 2 | 1 | 47 | 19 | +28 | 12 |
| 3  | IFK Växjö      | 8 | 4 | 0 | 4 | 46 | 30 | +16 | 8  |
| 4  | Kalmar FF      | 8 | 2 | 1 | 5 | 26 | 52 | −26 | 5  |
| 5  | Norrköpings FF | 8 | 1 | 0 | 7 | 28 | 69 | −41 | 2  |

Kval till Division I
- IFK Norrköping–Tranås 7–2
- Tranås–Norrköping 3–8